# Ligne Shintetsu Arima
La ligne Shintetsu Arima (神戸電鉄有馬線, Kōbe Dentetsu Arima-sen) est une ligne ferroviaire japonaise exploitée par la Kobe Electric Railway (Shintetsu). Cette ligne relie les arrondissements de Hyōgo-ku à Kita-ku dans la ville de Kobe.

## Histoire
La ligne ouvre le 28 novembre 1928.

## Caractéristiques

### Ligne
- Longueur : 22,5 km
- Écartement : 1 067 mm
- Alimentation : 1 500 V cc par caténaire
- Nombre de voies : double voie sauf entre Arimaguchi et Arima-Onsen

### Service et interconnexion
La ligne est parcourue par des services de type Local, Semi Express, Express et Special Rapid Express.
À Minatogawa, tous les trains continuent sur la ligne Kobe Kosoku jusqu'à Shinkaichi. Certains trains continuent sur la ligne Ao à Suzurandai et sur la ligne Sanda à Arimaguchi.

### Liste des gares
La ligne comprend 15 gares identifiées de KB02 à KB16.
| Numéro | Gare            | Nom japonais | Distance (km) | Correspondances                                                                                       | Localisation | Localisation             |
| ------ | --------------- | ------------ | ------------- | --- | ------------ | ------------------------ |
| KB02   | Minatogawa      | 湊川         | 0             | Shintetsu : Kobe Kosoku (interconnexion) Métro municipal de Kobe : Seishin-Yamate (à Minatogawa-koen) | Hyōgo-ku     | Kobe Préfecture de Hyōgo |
| KB03   | Nagata          | 長田         | 1,9           | | Nagata-ku    | Kobe Préfecture de Hyōgo |
| KB04   | Maruyama (ja)   | 丸山         | 2,6           | | Nagata-ku    | Kobe Préfecture de Hyōgo |
| KB05   | Hiyodorigoe     | 鵯越         | 3,6           | | Hyōgo-ku     | Kobe Préfecture de Hyōgo |
| KB06   | Suzurandai      | 鈴蘭台       | 7,5           | Shintetsu : Ao (interconnexion)                                                                       | Kita-ku      | Kobe Préfecture de Hyōgo |
| KB07   | Kita-Suzurandai | 北鈴蘭台     | 9,4           | | Kita-ku      | Kobe Préfecture de Hyōgo |
| KB08   | Yamanomachi     | 山の街       | 10,3          | | Kita-ku      | Kobe Préfecture de Hyōgo |
| KB09   | Minotani        | 箕谷         | 12,0          | | Kita-ku      | Kobe Préfecture de Hyōgo |
| KB10   | Tanigami        | 谷上         | 13,7          | Métro municipal de Kobe : Hokushin                                                                    | Kita-ku      | Kobe Préfecture de Hyōgo |
| KB11   | Hanayama        | 花山         | 15,4          | | Kita-ku      | Kobe Préfecture de Hyōgo |
| KB12   | Oike            | 大池         | 17,1          | | Kita-ku      | Kobe Préfecture de Hyōgo |
| KB13   | Shintetsu-Rokko | 神鉄六甲     | 18,1          | | Kita-ku      | Kobe Préfecture de Hyōgo |
| KB14   | Karatodai       | 唐櫃台       | 18,9          | | Kita-ku      | Kobe Préfecture de Hyōgo |
| KB15   | Arimaguchi      | 有馬口       | 20,0          | Shintetsu : Sanda (interconnexion)                                                                    | Kita-ku      | Kobe Préfecture de Hyōgo |
| KB16   | Arima-Onsen     | 有馬温泉     | 22,5          | | Kita-ku      | Kobe Préfecture de Hyōgo |